# Elena, Haskovo
Elena (în bulgară Елена) este un sat în comuna Haskovo, regiunea Haskovo,  Bulgaria. 

## Demografie
Componența etnică a satului Elena
     Turci (29,79%)
     Bulgari (63,65%)
     Nicio identificare (6,54%)
     Altele (0%)
La recensământul din 2011, populația satului Elena era de 443 locuitori. Din punct de vedere etnic, majoritatea locuitorilor (63,65%) erau bulgari, cu o minoritate de turci (29,79%). Pentru 6,54% din locuitori nu este cunoscută apartenența etnică.